# Sukulent

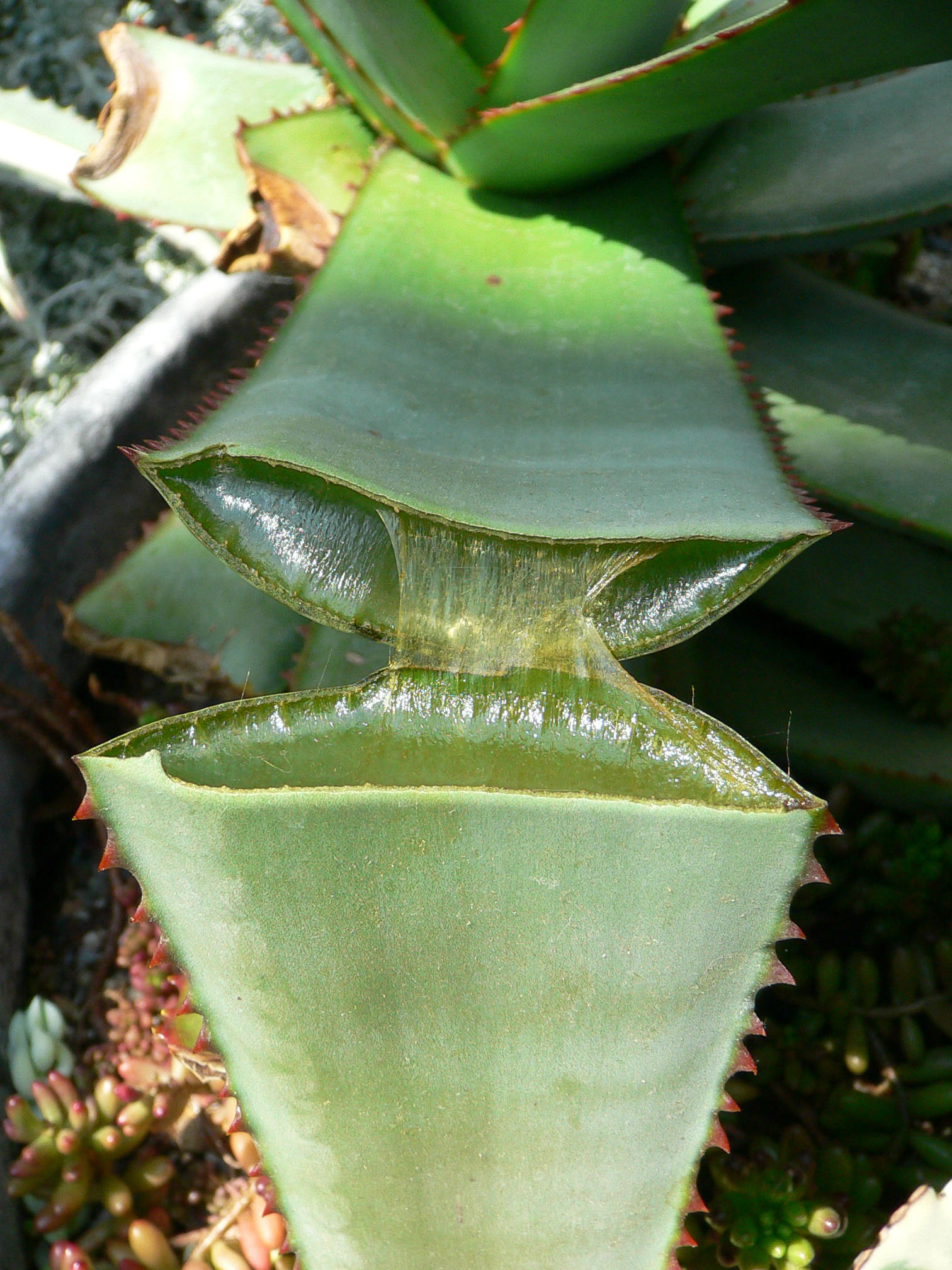
List Aloe vera

Sukulenty (ze šp. suculento – šťavnatý) jsou rostliny, které umí shromažďovat ve svém těle (stonku nebo listech) vodu, která jim umožňuje přežít i velmi dlouhá období sucha. Jsou tak uzpůsobené k přežití v pouštních a polopouštních podmínkách.

## Typické znaky
- vyžadují hodně světla a občasnou zálivku (sprchnutí)
- CAM metabolismus, který minimalizuje ztrátu vody
- méně průduchů
- spíše mohutnější kmeny než drobné větve s lístky; kmeny nebývají zdřevnatělé a jsou schopny fotosyntézy
- tělo těchto rostlin bývá odlišné od běžných rostlin – sukulenty mají redukovanou formu růstu, „kompaktnější“ tělo (ne tolik větvené jako u běžných keřů nebo stromů); nezdřevnatělé, většinou dužinaté objemné tělo (nebo jeho část – listy, kmen, kořeny, hlízy, …) schopné změny objemu (v závislosti na příjmu a akumulaci vody), jehož povrch je nějakým způsobem (voskem, „chloupky“) opatřen proti rapidnímu vysoušení

## Výskyt sukulentů
Sukulenty se typicky vyskytují v suchých tropických a subtropických oblastech jako jsou stepi, polopouště a pouště, kde jsou vlivem vysokých teplot a nízkých srážek ke svému přežití nuceny akumulovat vodu. Vyskytují se také v oblastech, kde je sice celoroční úhrn srážek vysoký, ale střídají se zde výrazná období vlhka a sucha.

## Příklady sukulentů
Nejznámějšími sukulenty jsou kaktusy. Téměř každý kaktus patří mezi sukulenty, ale existují i jiné sukulenty než kaktusy. Mohou existovat i jako epifyty. Dalším příkladem je Aloe, z čeledi Asphodelaceae. Sukulenty většinou nejsou vybíravé na kvalitní půdu – mohou vegetovat na pouštích, mořských pobřežích i v oblastech solných pánví bohatých na minerály.
| Čeleď                        | Počet sukulentů | Přizpůsobené části   | Rozšíření                                                                                    |
| ---------------------------- | --------------- | -------------------- | -------------------------------------------------------------------------------------------- |
| Agavaceae – Agávovité        | 300             | listy                | Severní Amerika, Střední Amerika                                                             |
| Cactaceae – Kaktusovité      | 1600            | kmen (kořen, listy)  | Severní a Jižní Amerika                                                                      |
| Crassulaceae – Tlusticovité  | 1300            | listy (kořen)        | celosvětově                                                                                  |
| Aizoaceae – Kosmatcovité     | 2000            | listy                | Jižní Afrika                                                                                 |
| Apocynaceae – Toješťovité    | 500             | kmen                 | Afrika, Arabský poloostrov, Indický subkontinent                                             |
| Didiereaceae – Didierovité   | 11              | kmen                 | Madagaskar                                                                                   |
| Euphorbiaceae – Pryšcovité   | > 1000          | kmen / kořen / listy | Austrálie, Afrika, Madagaskar, subtropická Asie, Severní i Jižní Amerika, subtropická Evropa |
| Asphodelaceae – Asfodelovité | 500             | listy                | Afrika, Madagaskar                                                                           |
| Portulacaceae – Šrucha       | ?               | listy a kmen         | Jižní i Severní Amerika                                                                      |

## Galerie

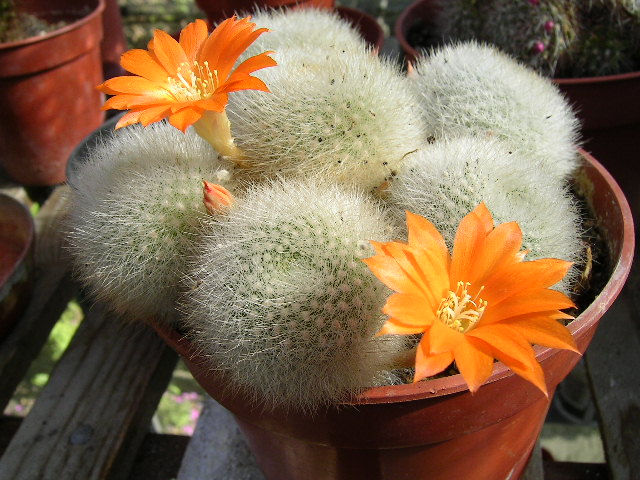
Rebutia muscula
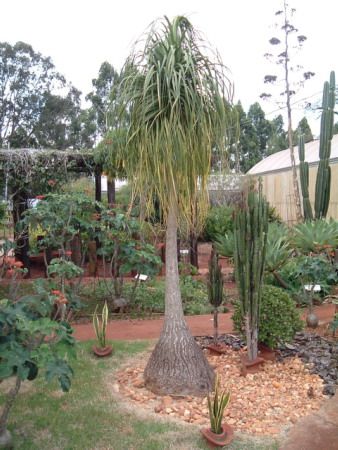
Beaucarnea recurvata
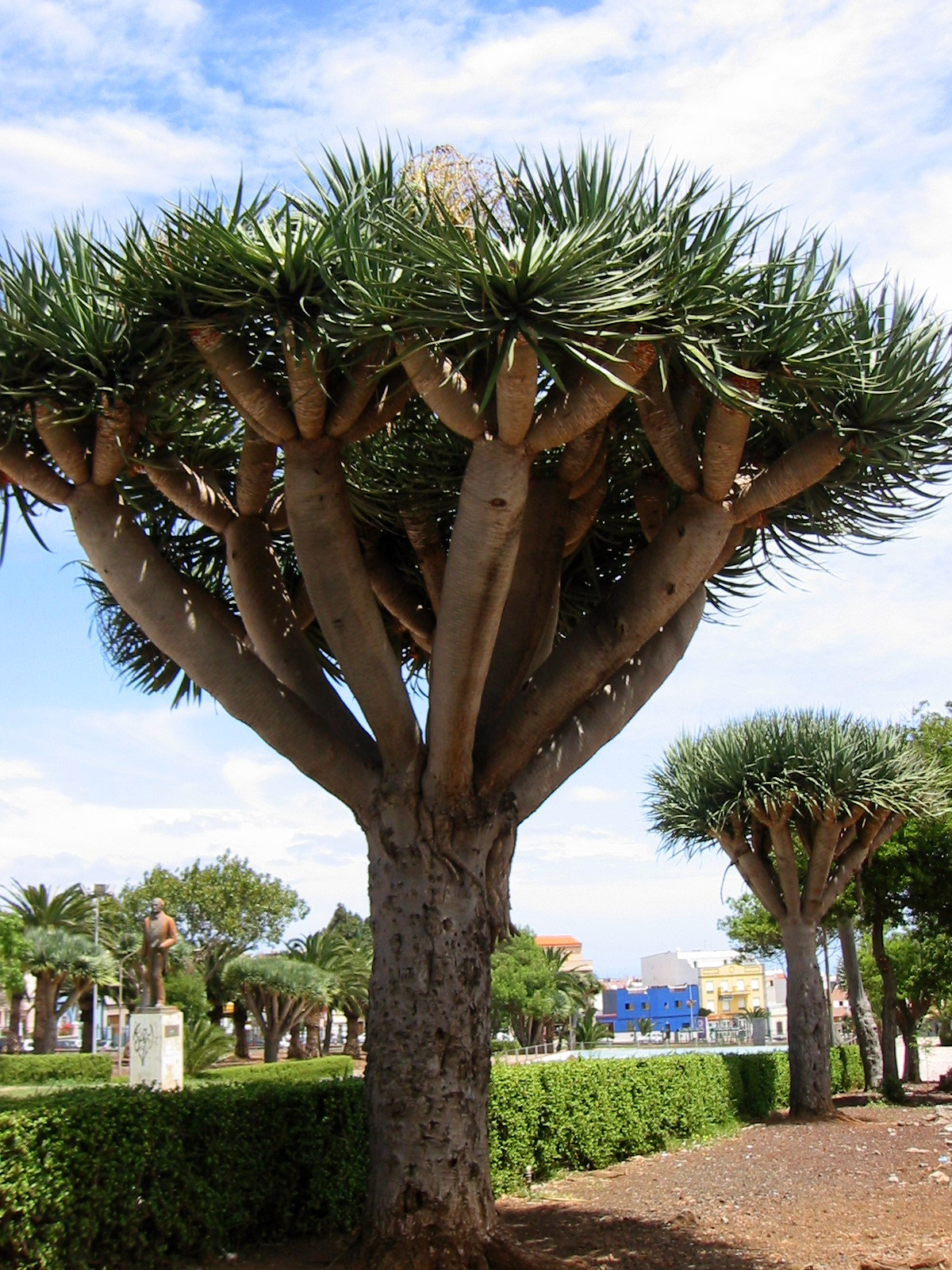
Dracaena draco
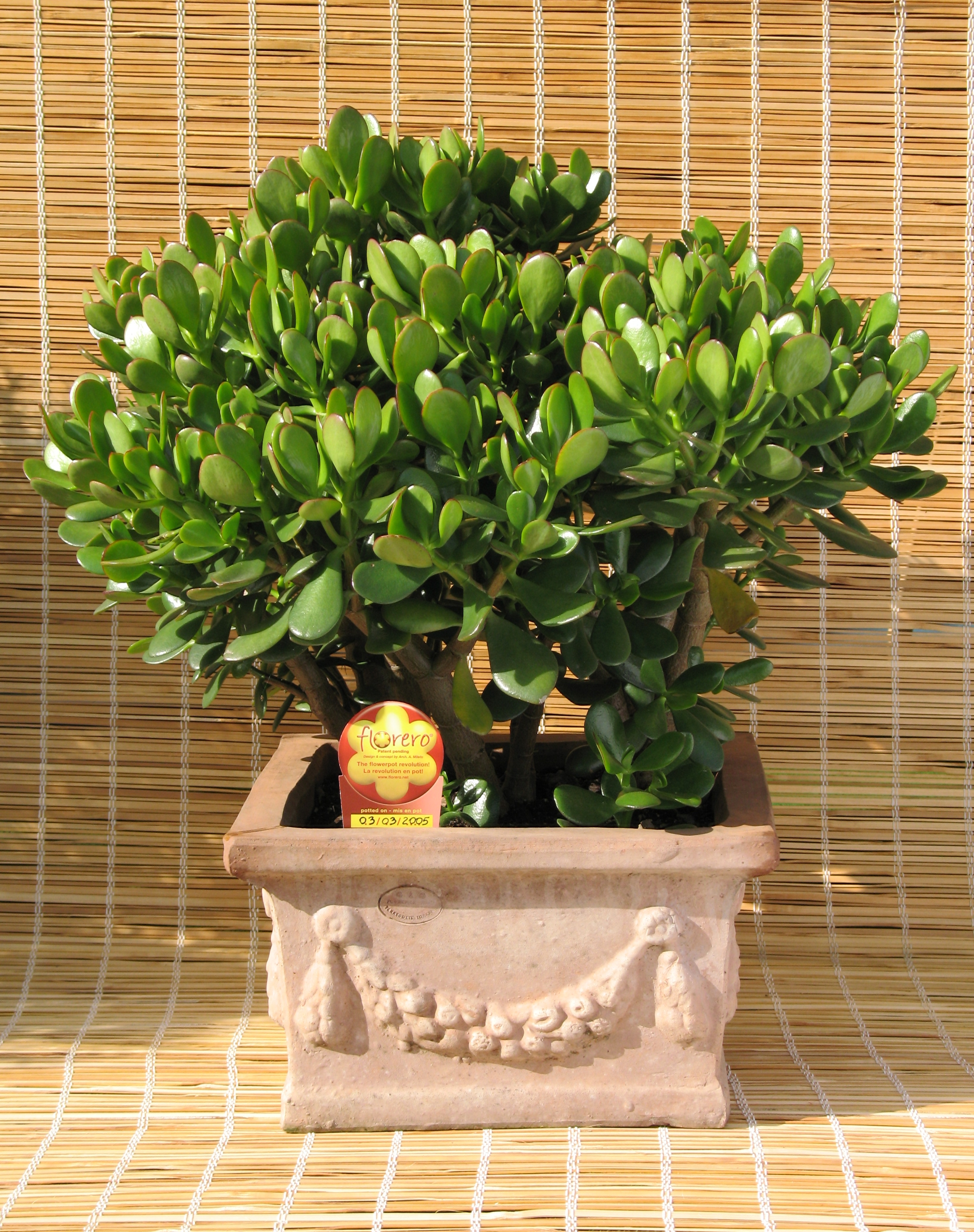
Crassulaceae:Crassula ovata - Tlustice
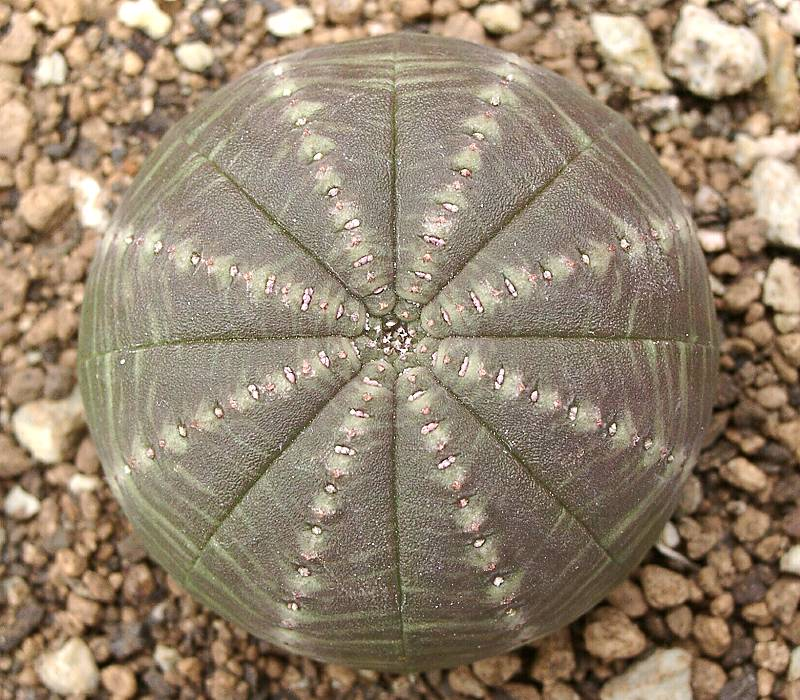
Euphorbiaceae:Euphorbia obesa ssp. symmetrica
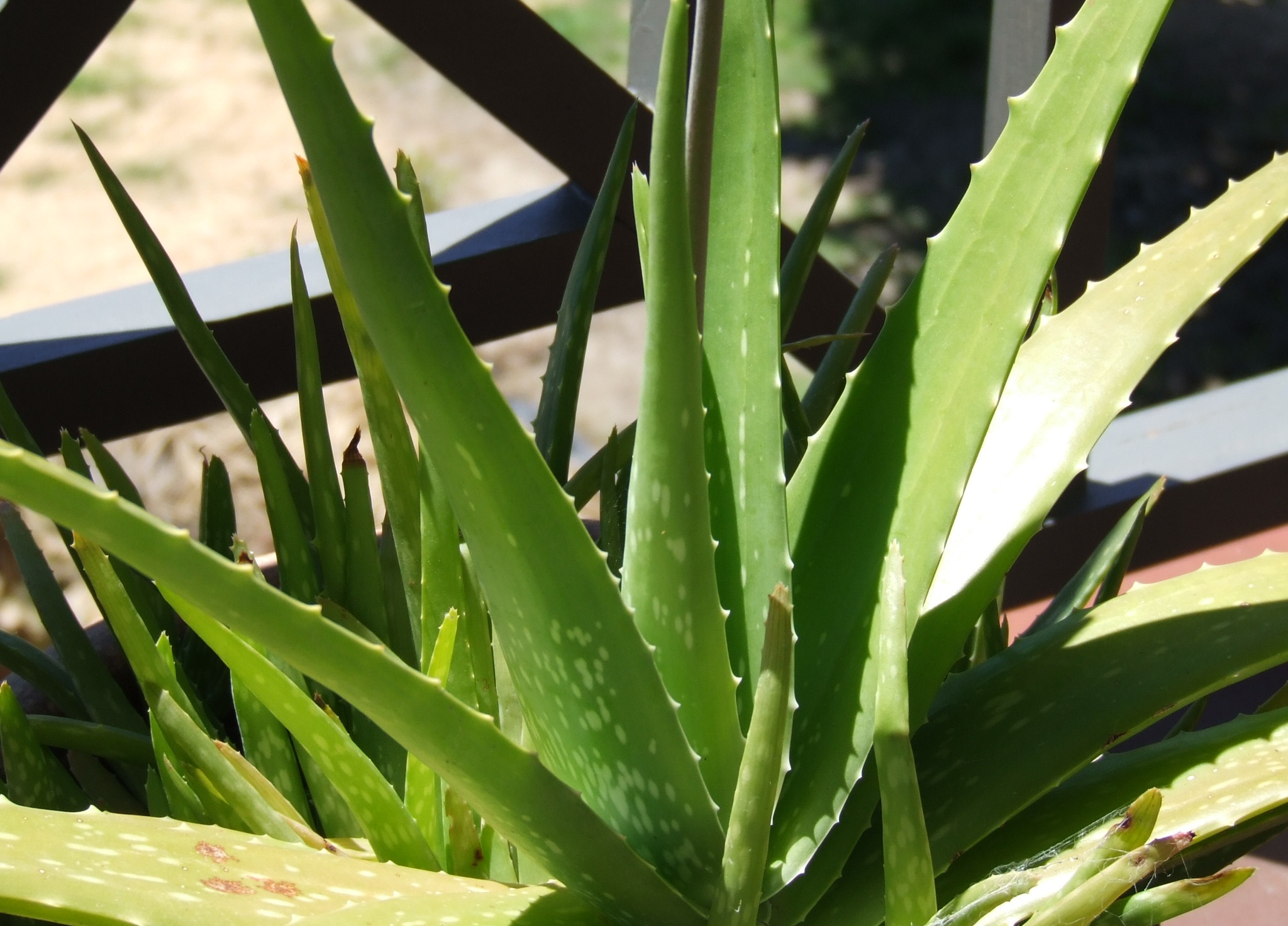
Asphodelaceae:Aloe vera
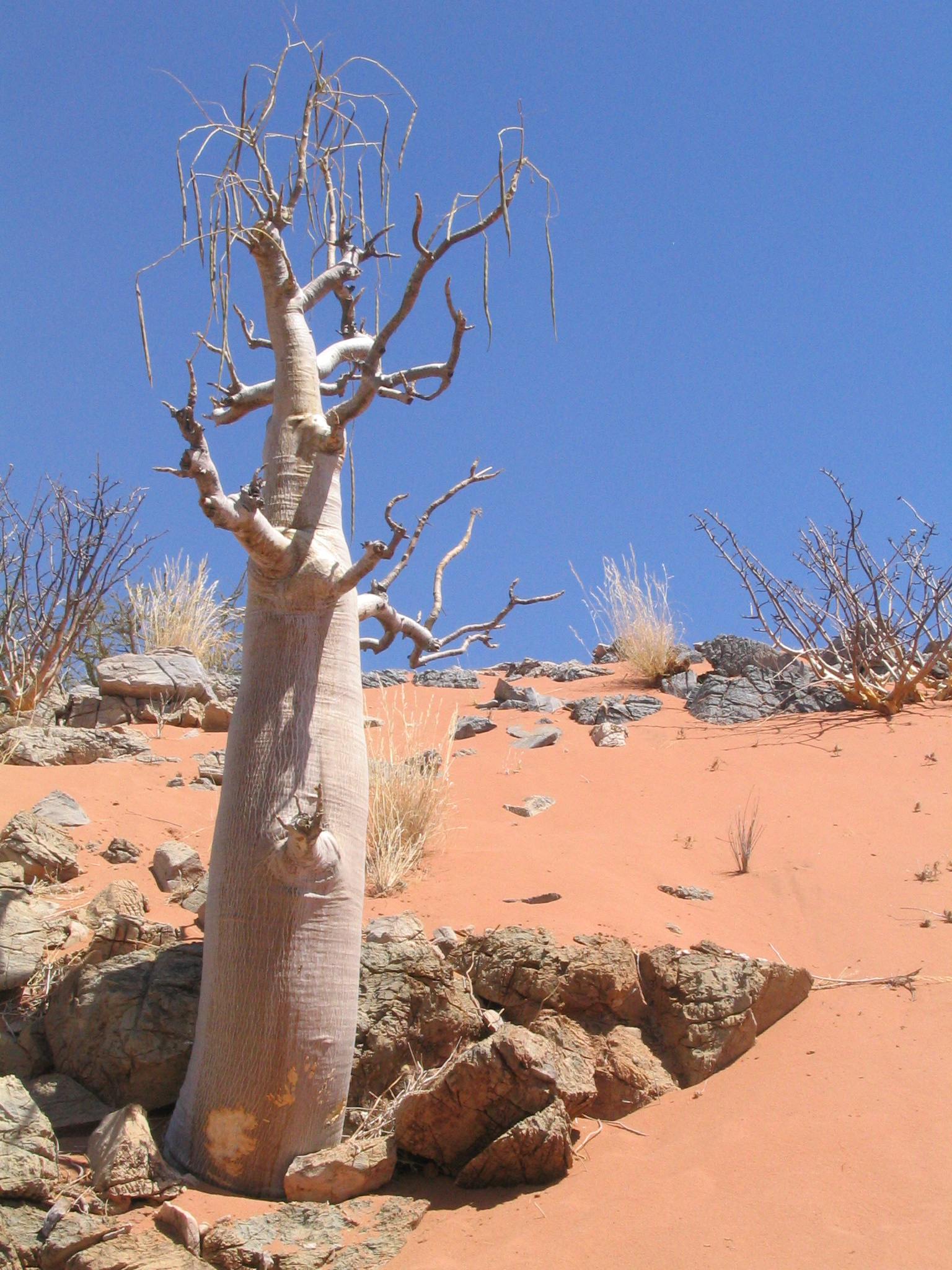
Moringaceae:Moringa ovalifolia